# Liga Colombiana de Béisbol Profesional 1949
La temporada de la Liga Colombiana de Béisbol Profesional 1949 fue la 2° de la primera época de este campeonato disputada del 10 de abril de 1949 al 21 de agosto de 1949. Un total de 4 equipos participaron en la competición.

## Equipos participantes
| Equipo                 | Fundación | Departamento | Ciudad       | Estadio                   | Capacidad |
| Torices de Cartagena   | 1948      | Bolívar      | Cartagena    | Estadio Once de Noviembre | 12 000    |
| Indios de Cartagena    | 1948      | Bolívar      | Cartagena    | Estadio Once de Noviembre | 12 000    |
| Armco de Barranquilla  | 1948      | Atlántico    | Barranquilla | Estadio Tomás Arrieta     | 8 000     |
| Filtta de Barranquilla | 1948      | Atlántico    | Barranquilla | Estadio Tomás Arrieta     | 8 000     |

## Temporada regular
Cada equipo disputó 26 a 27 juegos en total.
| Pos | Equipo                 | JG | JP | JJ | AVG.  | Dif |
| --- | ---------------------- | -- | -- | -- | ----- | --- |
| 1.  | Filtta de Barranquilla | 20 | 6  | 26 | 0.769 | --- |
| 2.  | Torices de Cartagena   | 17 | 10 | 27 | 0.629 | 3,5 |
| 3.  | Indios de Cartagena    | 15 | 12 | 27 | 0.555 | 5,5 |
| 4.  | Armco de Barranquilla  | 12 | 14 | 26 | 0.461 | 8,0 |

| Colombia                                     |
| Campeón Filtta de Barranquilla Primer título |

## Los mejores
| Stat                     | Jugador               | Total |
| ------------------------ | --------------------- | ----- |
| Porcentaje de bateo (BA) | Luis Báez (FIL)       | .351  |
| Hits (H)                 | Luis Báez (FIL)       | 39    |
| Carrera impulsada (RBI)  | Fitz Roberts (ARM)    | 20    |
| Carrera anotada (R)      | Humberto Vargas (IND) | 25    |
| Home run (HR)            | Calvin Byron (FIL)    | 4     |
| Robo de base (SB)        | Luis Báez (FIL)       | 12    |

| Stat                 | Jugador               | Total         |
| -------------------- | --------------------- | ------------- |
| Juegos ganados (GAN) | Manuel Gómez (IND)    | 5W-0L (1.000) |
| Efectividad (ERA)    | Andrés Lombillo (TOR) | 1.71          |
| Ponches (SO)         | Diomedes Olivo (FIL)  | 52            |